# Castelnau-sur-l'Auvignon
Castelnau-sur-l'Auvignon is een gemeente in het Franse departement Gers (regio Occitanie) en telt 161 inwoners (1999). De plaats maakt deel uit van het arrondissement Condom.

## Geografie
De oppervlakte van Castelnau-sur-l'Auvignon bedraagt 9,9 km², de bevolkingsdichtheid is 16,3 inwoners per km².
De onderstaande kaart toont de ligging van Castelnau-sur-l'Auvignon met de belangrijkste infrastructuur en aangrenzende gemeenten.

## Demografie
Onderstaande figuur toont het verloop van het inwonertal (bron: INSEE-tellingen).
1. ↑  Populations de référence 2022.